# Cyathea fadenii
Cyathea fadenii är en ormbunkeart som beskrevs av Holtt. Cyathea fadenii ingår i släktet Cyathea och familjen Cyatheaceae. Inga underarter finns listade.